# Reiner Dinkel
Reiner Hans Dinkel (* 12. Februar 1946 in Lichtenfels, Oberfranken; † 22. Juni 2010 in Rostock) war ein deutscher Bevölkerungswissenschaftler.

## Werdegang
Dinkel studierte ab 1968 Philosophie und Volkswirtschaftslehre an der Universität München. 1970 wurde er in die Studienstiftung des Deutschen Volkes aufgenommen. Nach Abschluss als Diplom-Volkswirt 1972 blieb er als Wissenschaftlicher Assistent in München. Während dieser Zeit entstand seine Promotionsschrift, die er 1976 vorlegte. Nach Habilitation 1981 hielt er sich von 1981 bis 1983 an der Harvard University auf. 1985 nahm ihn die Deutsche Forschungsgemeinschaft als Heisenberg-Stipendiat auf.
1986 wurde er auf den Lehrstuhl für Quantitative Verfahren der Demographie der Universität Bamberg berufen. 1998 wechselte er an die Universität Rostock und baute dort den bundesweit einmaligen Diplomstudiengang Demographie neu auf.